# Mihăești (Argeș)
Mihăeşti é uma comuna romena localizada no distrito de Argeş, na região de Muntênia. A comuna possui uma área de 34 km² e sua população era de 5977 habitantes segundo o censo de 2007.